# سيدي جابر (المغرب)
سيدي جابر هي قرية مغربية شمال المملكة. تنتمي سيدي جابر لإقليم بني ملال. يضم مركز هذه القرية 4.693 نسمة، إجمالي سكان الجماعة 18.678 نسمة (إحصاء 2004).